# Китайський Новий рік в Україні
«Китайський Новий рік в Україні» або “Радісне свято весни” (Чуньцзє) - фестиваль у Львові, що присвячений традиціям святкування Нового року в Китаї та дозволяє львів’янам та гостям міста безпосередньо взяти участь у цих дійствах. Вперше Фестиваль відбувся 22 січня 2012 року і таким чином приєднався до світової естафети зустрічі Китайського Нового року . Фестиваль відбувається в Україні за ініціативи Міжнародної громадської організації «Культурно-дослідницький центр України та Китаю «Ланьхва»  та Юрія Котика.

## Мета проведення фестивалю
Організатори Фестивалю визначають надзвичайну можливість особисто доторкнутися до справжньої китайської традиції святкування Нового року, відчути атмосферу цього свята, взяти участь у карнавальному параді-ході центральними вулицями Львова, новорічних конкурсах, споглядати феєричне лазерне шоу, почастуватися національною китайською їжею .

## Історія фестивалю
9-10 лютого 2013 року  - ІІ Міжнародний Фестиваль "Китайський Новий рік в Україні" відбувся у Львові на пл. Ринок . 
30 січня - 2 лютого 2014 року - III Міжнародний Фестиваль "Китайський Новий рік в Україні" відбувся у Львові на пл. Ринок.
15-18 лютого 2015 року - IV Міжнародний Фестиваль "Китайський Новий рік в Україні" відбувся у Львові на пл. Ринок .
7-8 лютого 2016 року - V Міжнародний Фестиваль "Китайський Новий рік в Україні" відбувся у Львові на пл. Ринок  .
27-29 січня 2017 року - VI Міжнародний Фестиваль "Китайський Новий рік в Україні" відбувся у Львові на пл. Ринок  .
15-18 лютого 2018 року - VII Міжнародний Фестиваль "Китайський Новий рік в Україні" відбувся у Львові на пл. Ринок і в концерт холі “Малевич” 
1-5 лютого 2019 року - VIII Міжнародний Фестиваль "Китайський Новий рік в Україні" відбувся у Львові на пл. Ринок, у Львівському Палаці Мистецтв, на площі за музеєм "Арсенал" та у клубі "Малевич" 

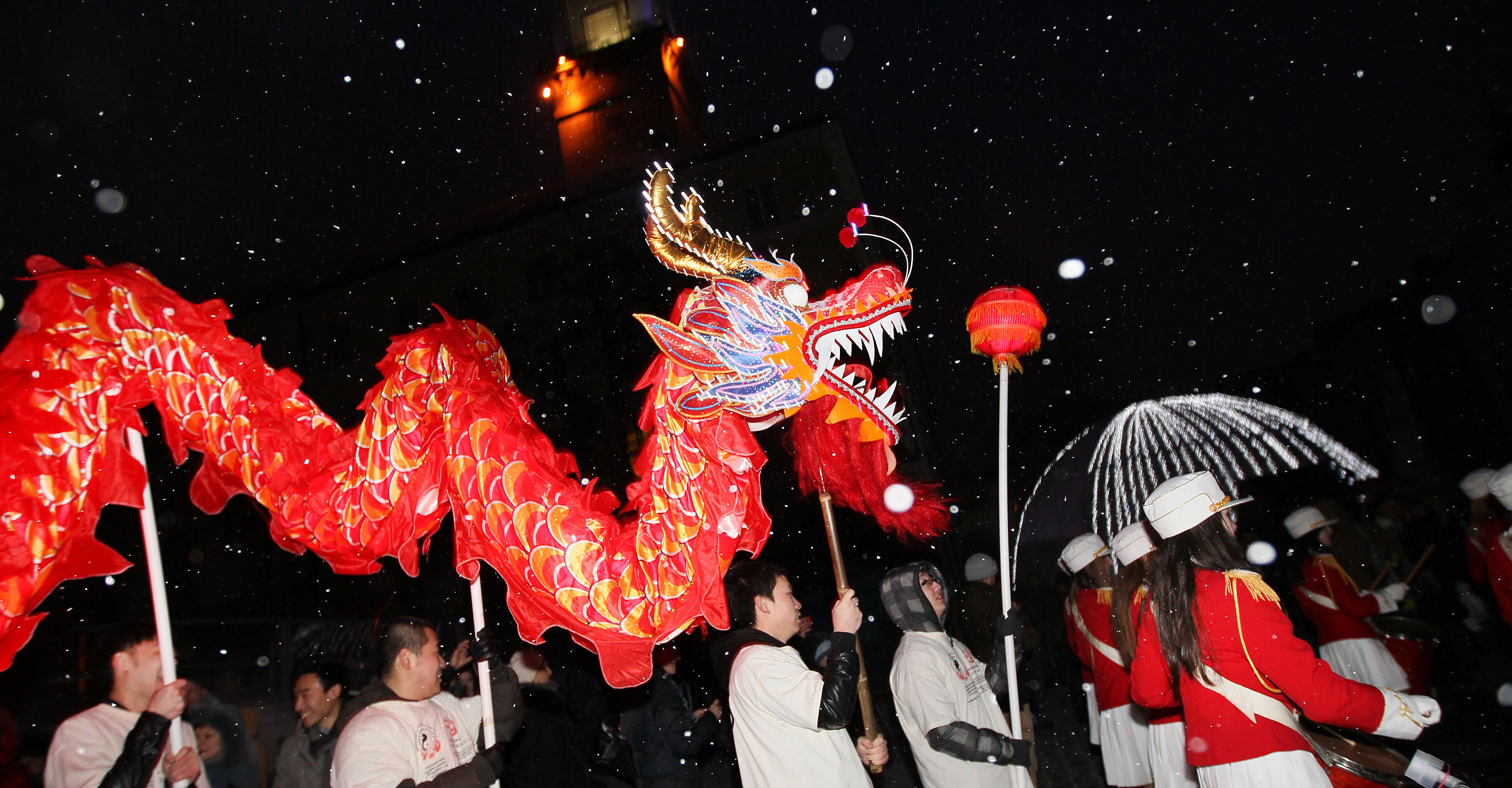
Фото з Фестиваю, хода драконів

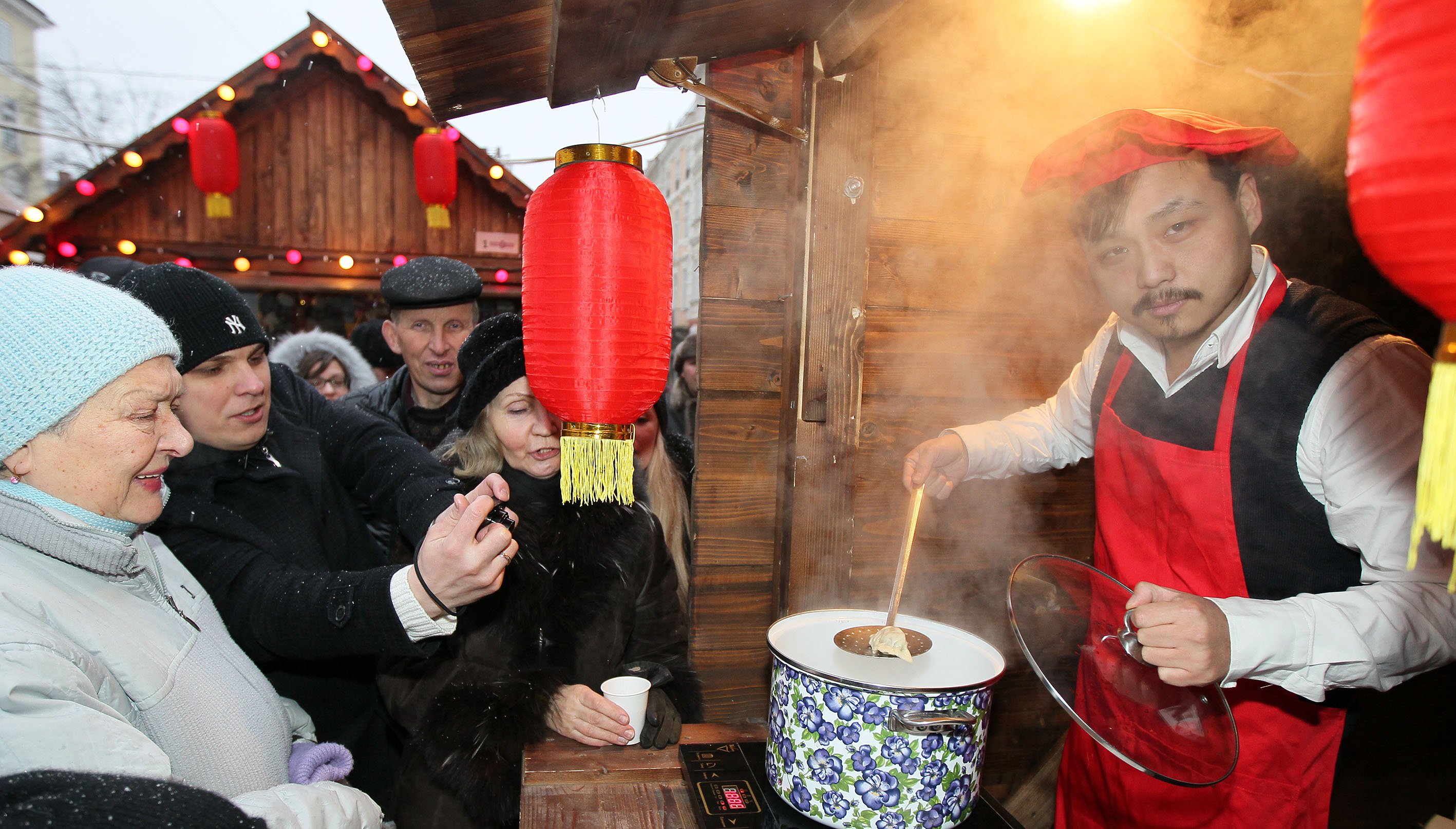
Фото з Фестивалю, ярмарок

## Програма святкування Фестивалю

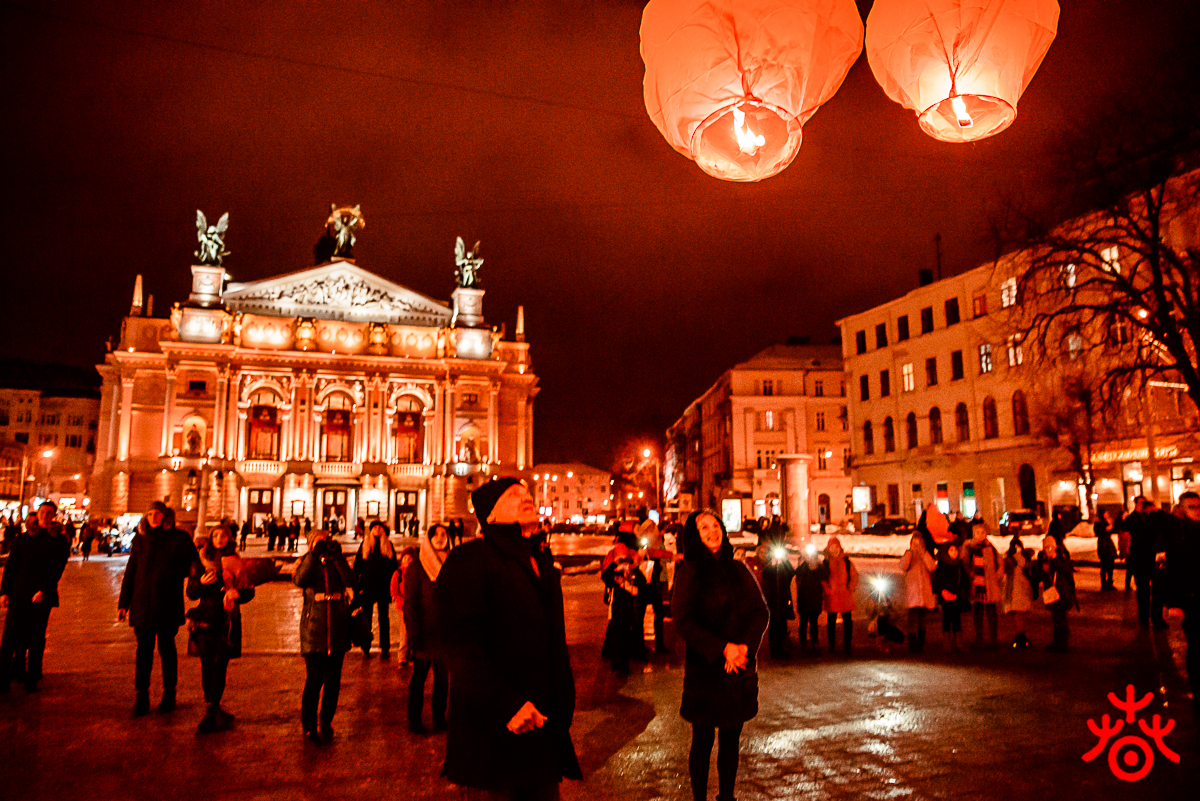
Фото з Фестивалю

Святкова хода вогняних драконів - традиційні символи святкування нового року у Піднебесній мандрують центральними вулицями Львова проганяючи усі клопоти та негаразди з міста.
Феєричне лазерне шоу - грандіозна інсталяція-розповідь про історичні винаходи народу Китайської Народної Республіки якими користуються і сьогодні у всьому світі.
Майстер-класи зі східних єдиноборств - усі охочі мають можливість спробувати свої сили у східних традиційних стилях ушу та кунфу.
Покази фільмів про традиції Китаю.
Святковий гала концерт за участі китайських та українських виконавців. 
Виступи танцювальних колективів, що представляють багатогранний світ української та китайської культури. 
Ярмарок-презентація традиційних китайських страв  – частування гостей традиційними новорічними пельменями та шашликами приготованими за рецептами китайських шеф кухарів.
Грандіозний феєрверк.
Святкування Китайського нового року в Україні завершиться традиційним Святом ліхтарів (Юаньсяоцзе – Денцзе), який настає на 15-й день нового року.